# Derk Holman

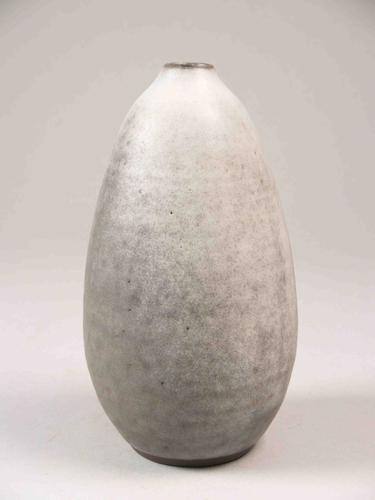
Langgerekte bolle vaas met matglazuur in grijstinten en bruine accenten door Derk Holman, 1961

Derk Holman (Buitenpost, 14 augustus 1916 - Groningen, 27 februari 1982) was een Nederlandse keramist.

## Leven en werk
Holman was zoon van een architect. Hij kreeg zijn opleiding aan Academie Minerva in de stad Groningen (1934-1937). Hij hield zich tijdens de opleiding vooral met beeldhouwen en schilderen bezig, later ging hij experimenteren met aardewerk.  Hij maakte veel gebruik van aardetinten en wist zijn werk egale oppervlakten te geven met kristalglazuur. Vanaf de jaren vijftig decoreerde hij zijn werk met geabstraheerde motieven en geometrische patronen. Hij woonde en werkte in Grootegast en bracht zijn producten veelal zelf aan de man, door met zijn potschip op reis te gaan door Nederland. Holman maakte een aantal beelden en wandplastieken van kunstharssteen die in de openbare ruimte werden geplaatst. In 1955 richtte hij, samen met Wessel de Bruin, Wim van den Hoek, Wim Kijlstra en Sjoerd Venema, de kunstkring Kunst Ambacht Noord op. De groep exposeerde meerdere malen in de drie noordelijke provincies.
Holman overleed op 65-jarige leeftijd. Hij is vader van de kunstenaar Henk Holman (1943).

## Werken (selectie)
- ca. 1965 Spelende kinderen, Biddinghuizen.[4]
- 1968 levend water (tegelmozaïek), Assen.
- 1969/1970 kind en dier of kinderen met hond, Nijverdal.
- 1970 de zandbak, Lelystad.
- 1970 de vertelling Dronten.
- 1970 herder, Emmen.
- 1971 arenden, Beilen.
- 1971 Spelende kinderen, Reydersant 17 in Emmeloord.[5]
- 1971 geborgenheid, Grootegast.